# Humberto Sousa Medeiros

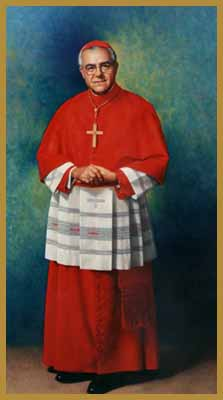
Humberto Kardinal Sousa Medeiros (Gemälde von Richard Whitney)

Wappen von Humberto Kardinal Sousa Medeiros

Humberto Kardinal Sousa Medeiros (* 6. Oktober 1915 in Arrifes, São Miguel, Azoren, Portugal; † 17. September 1983 in Boston, USA) war römisch-katholischer Erzbischof von Boston.

## Leben
Humberto Sousa Medeiros wurde 1915 in einer Ortschaft auf der Insel São Miguel, Azoren, geboren. 1931 wanderte die Familie in die USA aus und ließ sich in Fall River nieder. Er studierte Katholische Theologie an der Catholic University of America in Washington, D.C. bis 1946 und empfing am 15. Juni desselben Jahres in Fall River die Priesterweihe für das Bistum Fall River. 1951 ging er nach Rom, wo er an der Gregoriana promoviert wurde. 1958 wurde ihm der Titel eines „Monsignore“ verliehen.
Papst Paul VI. ernannte ihn am 14. April 1966 zum Bischof von Brownsville. Die Bischofsweihe spendete ihm der Bischof von Fall River, James Louis Connolly, am 9. Juni desselben Jahres; Mitkonsekratoren waren James Joseph Gerrard, Titularbischof von Forma und Weihbischof in Fall River, sowie Gerald Vincent McDevitt, Titularbischof von Tigias und Weihbischof in Philadelphia.
Am 8. September 1970 berief ihn Papst Paul VI. zum Erzbischof von Boston. Die Amtseinführung folgte am 7. Oktober desselben Jahres. Als Bischof nahm er sich der Probleme von Landarbeitern und der am Rande der Gesellschaft lebenden Menschen an. Am 5. März 1973 wurde als Kardinalpriester von Santa Susanna in das Kardinalskollegium aufgenommen und nahm als solcher an den beiden Konklaven im August und im Oktober 1978 teil.
Humberto Sousa Medeiros war erster Großprior der Statthalterei Northeastern (USA) des Ritterordens vom Heiligen Grab zu Jerusalem.
Am 17. September 1983 starb er im Alter von 67 Jahren an den Folgen eines Herzinfarkts und wurde auf dem St. Patricks Friedhof in Fall River beigesetzt.